# Rodrigo Bentancur
Rodrigo Bentancur Colmán (ur. 25 czerwca 1997 w Nueva Helvecia) – urugwajski piłkarz występujący na pozycji środkowego pomocnika w angielskim klubie Tottenham Hotspur oraz w reprezentacji Urugwaju.

## Kariera klubowa
Bentancur jest wychowankiem Boca Juniors. Debiut w pierwszym zespole zanotował 12 kwietnia 2015 roku w ligowym meczu przeciwko Nueva Chicago. Wszedł na boisko 77. minucie. Cały mecz zakończył się remisem 0:0. W całym sezonie 2015 rozegrał 18 spotkań i wraz z kolegami został mistrzem Argentyny. W sezonie  2016 rozegrał 11 spotkań - w jednym z meczów, przeciwko Newell's Old Boys, strzelił swoją pierwszą bramkę dla Boca. W tym samym sezonie doszedł z klubem do półfinału Copa Libertadores, gdzie przegrali z ekwadorskim Independiente. W Argentynie grał jeszcze w następnym sezonie, notując 22 występy ligowe i pomagając klubowi w zdobyciu kolejnego mistrzostwa kraju.
1 lipca 2017 roku został oficjalnie nowym zawodnikiem Juventusu. Kwota transferu wyniosła 12,5 mln euro. Debiut we włoskim klubie zaliczył 26 sierpnia 2017 roku w wygranym 4:2 spotkaniu z Genoą. Bentancur wszedł na boisko w 81. minucie zmieniając Miralema Pjanicia. Pierwszy cały mecz w nowym klubie zanotował 20 września tego samego roku w wygranym 1:0 meczu z Fiorentiną. W całym sezonie 2017/18 zaliczył 20 występów w lidze. Dorzucił do tego 5 występów w Lidze Mistrzów oraz 2 występy w pucharze Włoch. Wraz z klubem zdobył mistrzostwo oraz puchar kraju. W sezonie 2018/2019 strzelił swoją pierwszą bramkę dla Juventusu: miało to miejsce 6 października 2018 roku w wygranym 2:0 meczu z Udinese. 16 stycznia 2019 roku zdobył Superpuchar Włoch, pokonując 1:0 A.C. Milan.

## Kariera reprezentacyjna
Bentancur zanotował 14 występów w reprezentacji Urugwaju U-20, w których strzelił jedną bramkę. Debiut w dorosłej kadrze zaliczył 5 października 2017 roku w zremisowanym 0:0 z reprezentacją Wenezueli. Wszedł na boisko w 65. minucie. Znalazł się w kadrze Urugwaju na Mistrzostwa Świata 2018 w Rosji. Urugwajczycy doszli do ćwierćfinału, a Bentancur zagrał w każdym meczu na tym mundialu. Znalazł się w kadrze Urugwaju na Mistrzostwa Świata 2022 w Katarze, gdzie nie wyszli z grupy zajmując trzecie miejsce i wystąpił w trzech meczach grupowych.

## Statystyki kariery
Stan na: 23 czerwca 2025 r.
| Klub              | Sezon             | Liga              | Liga  | Liga | Puchar kraju | Puchar kraju | Puchar ligi | Puchar ligi | Kontynent. | Kontynent. | Inne  | Inne | Suma  | Suma |
| Klub              | Sezon             | Liga              | Mecze | Gole | Mecze        | Gole         | Mecze       | Gole        | Mecze      | Gole       | Mecze | Gole | Mecze | Gole |
| ----------------- | ----------------- | ----------------- | ----- | ---- | ------------ | ------------ | ----------- | ----------- | ---------- | ---------- | ----- | ---- | ----- | ---- |
| Boca Juniors      | 2015              | Primera División  | 18    | 0    | 6            | 0            | 0           | 0           | 1          | 0          | 0     | 0    | 25    | 0    |
| Boca Juniors      | 2016              | Primera División  | 11    | 1    | 3            | 0            | 0           | 0           | 5          | 0          | 0     | 0    | 19    | 1    |
| Boca Juniors      | 2016/17           | Primera División  | 22    | 0    | 0            | 0            | 0           | 0           | 0          | 0          | 0     | 0    | 22    | 0    |
| Boca Juniors      | Łącznie:          | Łącznie:          | 51    | 1    | 9            | 0            | 0           | 0           | 6          | 0          | 0     | 0    | 66    | 1    |
| Juventus          | 2017/18           | Serie A           | 20    | 0    | 2            | 0            | 0           | 0           | 5          | 0          | 0     | 0    | 27    | 0    |
| Juventus          | 2018/19           | Serie A           | 31    | 2    | 1            | 0            | 0           | 0           | 7          | 0          | 1     | 0    | 40    | 2    |
| Juventus          | 2019/20           | Serie A           | 30    | 0    | 5            | 1            | 0           | 0           | 7          | 0          | 1     | 0    | 43    | 1    |
| Juventus          | 2020/21           | Serie A           | 33    | 0    | 4            | 0            | 0           | 0           | 7          | 0          | 1     | 0    | 45    | 0    |
| Juventus          | 2021/22           | Serie A           | 19    | 0    | 1            | 0            | 0           | 0           | 5          | 0          | 1     | 0    | 26    | 0    |
| Juventus          | Łącznie:          | Łącznie:          | 133   | 2    | 13           | 1            | 0           | 0           | 31         | 0          | 4     | 0    | 181   | 3    |
| Tottenham         | 2021/22           | Premier League    | 17    | 0    | 1            | 0            | 0           | 0           | 0          | 0          | 0     | 0    | 18    | 0    |
| Tottenham         | 2022/23           | Premier League    | 18    | 5    | 1            | 0            | 1           | 0           | 6          | 1          | 0     | 0    | 26    | 6    |
| Tottenham         | 2023/24           | Premier League    | 23    | 1    | 2            | 0            | 0           | 0           | 0          | 0          | 0     | 0    | 25    | 1    |
| Tottenham         | 2024/25           | Premier League    | 26    | 2    | 1            | 0            | 4           | 0           | 13         | 0          | 0     | 0    | 44    | 2    |
| Tottenham         | Łącznie:          | Łącznie:          | 84    | 8    | 5            | 0            | 5           | 0           | 19         | 1          | 0     | 0    | 113   | 9    |
| Razem w karierze: | Razem w karierze: | Razem w karierze: | 268   | 11   | 27           | 1            | 5           | 0           | 56         | 1          | 4     | 0    | 360   | 13   |